# Sonchus asper subsp. glaucescens
Sonchus asper subsp. glaucescens é uma subespécie de planta com flor pertencente à família Asteraceae. 
A autoridade científica da subespécie é (Jord.) Ball, tendo sido publicada em Journal of the Linnean Society, Botany 16(95): 548. 1878.
Os seus nomes comuns são serralha-áspera ou serralha-espinhosa.

## Portugal
Trata-se de uma subespécie presente no território português, nomeadamente em Portugal Continental, no Arquipélago dos Açores e no Arquipélago da Madeira.
Em termos de naturalidade é nativa de Portugal Continental e do Arquipélago da Madeira e introduzida no Arquipélago dos Açores.

## Protecção
Não se encontra protegida por legislação portuguesa ou da Comunidade Europeia.